# Carson River Valley
Carson River Valley és una concentració de població designada pel cens dels Estats Units a l'estat de Washington. Segons el cens del 2000 tenia 2.116 habitants.

## Demografia
Segons el cens del 2000, Carson River Valley tenia 2.116 habitants, 797 habitatges, i 572 famílies. La densitat de població era de 174,9 habitants per km².
Dels 797 habitatges en un 36,5% hi vivien nens de menys de 18 anys, en un 56,5% hi vivien parelles casades, en un 9,8% dones solteres, i en un 28,2% no eren unitats familiars. En el 23,3% dels habitatges hi vivien persones soles el 8,5% de les quals corresponia a persones de 65 anys o més que vivien soles. El nombre mitjà de persones vivint en cada habitatge era de 2,65 i el nombre mitjà de persones que vivien en cada família era de 3,09.
Per edats la població es repartia de la següent manera: un 28,7% tenia menys de 18 anys, un 7,3% entre 18 i 24, un 29,5% entre 25 i 44, un 23,1% de 45 a 60 i un 11,4% 65 anys o més.
L'edat mediana era de 36 anys. Per cada 100 dones de 18 o més anys hi havia 96,4 homes.
La renda mediana per habitatge era de 33.598 $ i la renda mediana per família de 40.519 $. Els homes tenien una renda mediana de 31.413 $ mentre que les dones 25.478 $. La renda per capita de la població era de 14.922 $. Aproximadament el 9,4% de les famílies i el 13,7% de la població estaven per davall del llindar de pobresa.

## Poblacions més properes
El següent diagrama mostra les poblacions més properes.